# Niva (Campo)
Niva è una frazione del comune svizzero di Campo, nel Canton Ticino (distretto di Vallemaggia).

## Geografia fisica
Niva sorge a 955 m s.l.m..

## Storia
Già comune autonomo, all'inizio del XIX secolo è stato accorpato al comune di Campo assieme all'altro comune soppresso di Cimalmotto.

## Monumenti e luoghi d'interesse
- Chiesa di San Rocco, parrocchiale dal 1767[1];
- Casa d'abitazione all'entrata est del villaggio, risalente al 1782[senza fonte].